# Varanus finschi
Varanus finschi — вид, що належить до родини варанових.

## Опис
Помірно великий. Хвіст стислий з боків. Спина темно-сіра з чорними зі світлими центрами цятками. Горло білувате. Голова темних кольорів, покрита численними жовтими плямами. Язик рожевий.

## Поширення
Країни проживання: Австралія (штат Квінсленд), Папуа Нова Гвінея (архіпелаг Бісмарка). Цей вид часто плутають з Varanus indicus, що призводить до обмеженої інформації щодо проживання цього виду. Здається, живе в лісах і живиться в основному на землі, в мангрових заростях, низинних лісах і другого зростання лісах.

## Біологія
Тісно пов'язаний з водним середовищем і має дуже активний хвіст. У змозі йти, плавати, підніматися і замулюватися з рівною майстерністю.

## Загрози та охорона
Малоймовірно, щоб цей вид зазнавав яких-небудь серйозних загроз. Він рідко використовується в торгівлі шкурами, в основному за рахунок ефективної заборони експорту з Папуа Нової Гвінеї.